# 山形県笑いで健康づくり推進条例
山形県笑いで健康づくり推進条例（やまがたけんわらいでけんこうづくりすいしんじょうれい）は、2024年7月5日に山形県議会で可決された同県の条例。笑いによる心身の健康作りを推進することを目的とする。同条例は日本全国でもほかに類型のないものであるが、内心の自由を軽んじていると批判的な見方もある。

## 制定経緯
山形県議会の自由民主党会派が2024年6月の定例県議会に提出した条例案で、7月5日の本会議で可決され成立した。9日に施行された。本会議前の常任委員会では賛成・反対が同数となり、委員長採決で可決となっていた。本会議では県議会最大会派（当時）の自民党および公明党が賛成し、立憲民主党などからなる県政クラブと共産党が反対した。
この条例案を提出した自民党の渋間佳寿美は、北海道が「道民笑いの日」を制定していることを知ったのが提案のきっかけだと述べている。また、この条例は笑う頻度が高いほど死亡リスクが低下するという山形大学医学部の研究結果を踏まえている。

## 内容
県民に対して毎日笑うよう努めることを求める。毎月8日を「ハハハ」という笑い声にちなんで「県民笑いで健康づくり推進の日」とする。事業者には「笑いに満ちた職場環境」をつくるよう求める。
他方、第6条で「個人の意思を尊重」することを明記している。なお、この条例に法的な拘束力はなく努力義務である。

## 反対
条例の撤回を求めるオンライン署名運動が行われた。署名を立ち上げた「山形行政チェック有志会」は笑うことが困難な人の「感情、苦しみを無視している」ほか、笑うことの努力義務化は「内心の自由を侵害する恐れ」があると主張した。本会議において県政クラブは「笑うことが健康によいことを否定するものではない」としたうえで、「笑うことが困難な方々の人権を損なうことがあってはならない」と述べた。
同県知事吉村美栄子は条例について、反対はしていないものの「やや戸惑った部分もある」と定例記者会見で表明した。